# Puente de San Miguel (Isuela)
El puente de San Miguel sobre el río Isuela, en la antigua carretera de Huesca a Sabiñánigo (Provincia de Huesca, España), es obra del ingeniero de caminos Gabriel Rebollo Canales, aunque previamente había sido considerado obra del también ingeniero Emilio Monterde. 
En 2007 fue declarado Bien de Interés Cultural con categoría de Monumento.

## Historia
Fue construido en el año 1912 y sustituyó al antiguo puente romano existente junto a la Iglesia y el Convento de las Carmelitas Calzadas de San Miguel. A pesar de su reducido tamaño, se trata de una obra de ingeniería del momento, ya que destaca por ser una de las primeras construcciones en hormigón armado en España.  
Su diseño combina la funcionalidad y un novedoso sistema constructivo con ornamentación modernista. 
Con motivo de su centenario se realizaron actividades de restauración tanto estructurales como estéticas.

## Descripción
El sistema estructural consta de un tramo de hormigón armado formado por dos vigas principales que sostienen en su parte inferior el tablero y que se apoya sobre los estribos de mampostería hidráulica y sillería labrada. Sus dimensiones son de 25 m de luz entre los paramentos de los estribos y de 7 m libres de paso. Las dos vigas principales son iguales: la cabeza superior es un arco parabólico articulado, la cabeza inferior es recta y el alma está formada por cuatro montantes. El arriostramiento de las dos vigas principales se resuelve con dos viguetas en la parte superior y con seis en la inferior. En la parte inferior las viguetas sostienen los largueros sobre los que apoya el tablero del puente resuelto en losa de hormigón escalonada de poco espesor. 
La estructura de hormigón armado presenta sencillos motivos geométricos realizados con moldes en el encofrado y que se combinan con ornamentos modernistas de hierro fundido en color negro. La decoración de lirios de los encuentros de los montantes con los arcos se ha perdido, pero se mantienen los escudos y la barandilla. En la entrada y salida del puente, la barandilla se completa con los muretes del hormigón armado sobre los que se colocan cuatro farolas de aire modernista.